# Моршиха
Моршиха — село в Макушинском районе Курганской области. Административный центр Моршихинского сельсовета.

## История
До 1917 года центр Моршихинской волости Курганского уезда Тобольской губернии. По данным на 1926 год состояло из 634 хозяйств. В административном отношении являлось центром Моршихинского сельсовета Макушинского района Курганского округа Уральской области.

## Население
| 1989 | 2002 | 2010 |
| ---- | ---- | ---- |
| 800  | ↘793 | ↘608 |

По данным переписи 1926 года в селе проживало 2838 человек (1306 мужчины и 1532 женщины), в том числе: русские составляли 99 % населения.